# 강화 하씨
강화 하씨(江華河氏)는 인천광역시 강화군을 본관으로 하는 한국의 성씨이다.

## 역사
강화 하씨(江華 河氏) 시조 하세련(河世璉)이 조선조에 장사랑(將仕郞)으로 참봉(參奉)을 지냈다.
- 하세련의 첫째 아들 하일청(河一淸, 1525년생)이 1555년(명종 10) 생원시와 진사시에 합격하고, 1570년(중종 20년) 식년 문과에 급제하여 군수(郡守)와 한성부판관(漢城府判官)을 지냈다. 자는 경시(慶時)이다.[2]
  - 하일청의 아들 하홍량(河弘量, 1545년생)이 1564년(명종(明宗) 19년) 생원시에 합격하고, 1585년(선조(宣祖) 18년) 식년 문과에 급제하여 조봉대부(朝奉大夫)로 호조좌랑(行戶曹佐郞)을 지냈다.[3]
    - 하홍량의 아들 하명갑(河命甲, 1574년생)과 하귀갑(河貴甲, 1577년생)이 1616년(광해군 8년) 진사시에 합격하였다.

  - 하일청의 아들 하위량(河偉量, 1554년생)이 1585년(선조(宣祖) 18년) 생원·진사 양시에 합격하였다.

- 하세련의 둘째 아들 하복청(河復淸, 1532년생)이 1561년(명종(明宗) 16년) 생원시에 합격하였다. 자는 경기(慶期)이다.

- 하세련의 셋째 아들 하대청(河大淸, 1541년생)이 1564년(명종(明宗) 19년) 생원시에 합격하였다. 자는 경휴(慶休)이다. 
  - 하대청의 아들 하원량(河元量, 1561년생)이 1588년(선조(宣祖) 21년) 생원시에 합격하였다.
    - 하원량의 아들 하의갑(河義甲, 1587년생)이 1642년(인조(仁祖) 20년) 진사시에 합격하였다.
      - 하의갑의 아들 하거원(河巨源, 1614년생)이 1646년(인조(仁祖) 24년) 진사시에 합격하였다.

## 본관
강화(江華)는 고구려 때 혈구군(穴口郡)이었다. 신라 때는 해구군(海口郡)으로 개칭하고 한주(漢州)에 예속시켰다. 940년(고려 태조 23) 강화현으로 개편되었고, 1232년(고종 11) 몽골의 침입으로 천도하여 약 40년간 사실상 수도 역할을 하였으며 지군사(知郡事)로 승격되었다. 1413년(태종 13)에는 도호부(都護府)로 승격되었고, 1618년(광해군 10) 부윤(府尹)으로 승격되었으며, 1627년(인조 5) 유수부(留守府)로 승격되었다. 1906년(광무 10)에 경기도 강화군이 되었고, 1995년에 인천광역시로 편입되었다.